# Бриньяно-Фраската
Бриньяно-Фраската (итал. Brignano-Frascata) — коммуна в Италии, располагается в регионе Пьемонт, в провинции Алессандрия.
Население составляет 486 человек (2008 г.), плотность населения составляет 28 чел./км². Занимает площадь 17 км². Почтовый индекс — 15050. Телефонный код — 0131.
Покровителем коммуны почитается святой апостол Иаков Старший, празднование 25 июля, и святой Дезидерий Лангрский.

## Демография
Динамика населения:

## Администрация коммуны
- Официальный сайт: